# Lengua de señas colombiana
La Lengua de señas colombiana (LSC) es la lengua de señas empleada por la comunidad sorda en Colombia. Está emparentada filogenéticamente con la lengua de señas francesa. Según Ethnologue, algunos signos son similares a aquellos de las lenguas de señas española, estadounidense y salvadoreña. La lengua de señas es el idioma natural con el que se comunican las personas sordas, cuenta con una gramática propia y difiere de otras lenguas. Además, es una lengua ágrafa, es decir no tiene escritura.

## Historia
Las primeras escuelas para sordos fueron creadas en 1924, dos en Bogotá y dos en Medellín.
Su origen data de 1984 con la creación del "lenguaje manual colombiano" por parte de la Federación Nacional de Sordos de Colombia (FENASCOL). El primer curso de Lenguaje Manual Colombiano fue publicado en 1993. Fue reconocida oficialmente mediante la Ley 324 de 1996 como "la lengua de señas propia de la comunidad sorda del país".
En 2006 el INSOR (Instituto Nacional para Sordos) y el Instituto Caro y Cuervo con la colaboración de Fenascol, publican el primer Diccionario Básico de la lengua de señas colombiana.

## Alfabeto
El alfabeto manual colombiano se utiliza para distinguir los signos de la LSC e incorporar palabras colombianas al firmar. Está compuesto de 32 configuraciones manuales y usa las 27 letras del alfabeto español

## Traductor Virtual de lengua de señas colombiana
Existe actualmente un Traductor Virtual de Lengua de Señas Colombiana creado por el ingeniero Colombiano Jorge Enrique Leal, el cual es el director de la Fundación HETAH (herramienta tecnológica para ayuda humanitaria). Esta herramienta virtual es gratuita, que consiste en un sistema unidireccional para traducir frases en español mediante inteligencia artificial, la cual realiza un análisis gramatical para encontrar una secuencia de imágenes correspondientes, el cual va dirigido a personas oyentes con lo cual se busca incluir socialmente a la persona sorda.
Este sistema no cumple con las normas gramaticales propia de la Lengua de Señas Colombiana LSC, y no es recomendado para la realización de comunicación con Personas Sordas. La mayoría de la Comunidad Sorda no avala el uso de este sistema de traducción virtual.

## Otras lenguas de señas de Colombia
La lengua de señas de Providencia ha sido elaborada y transmitida por los habitantes de la Isla de Providencia que forma parte del departamento de San Andrés, Providencia y Santa Catalina de modo directo y sin influencia externa. No tiene relación con ninguna otra lengua conocida. Los contactos con las lenguas habladas por la población oyente (un criollo de base inglesa y español) y la lengua de señas son mínimos. Los Sordos de la Isla no han sido escolarizados y no incorporan información de las lenguas habladas de su en torno a su propia lengua. No existe tampoco un alfabeto manual entre ellos.